# موتور پیزوالکتریک

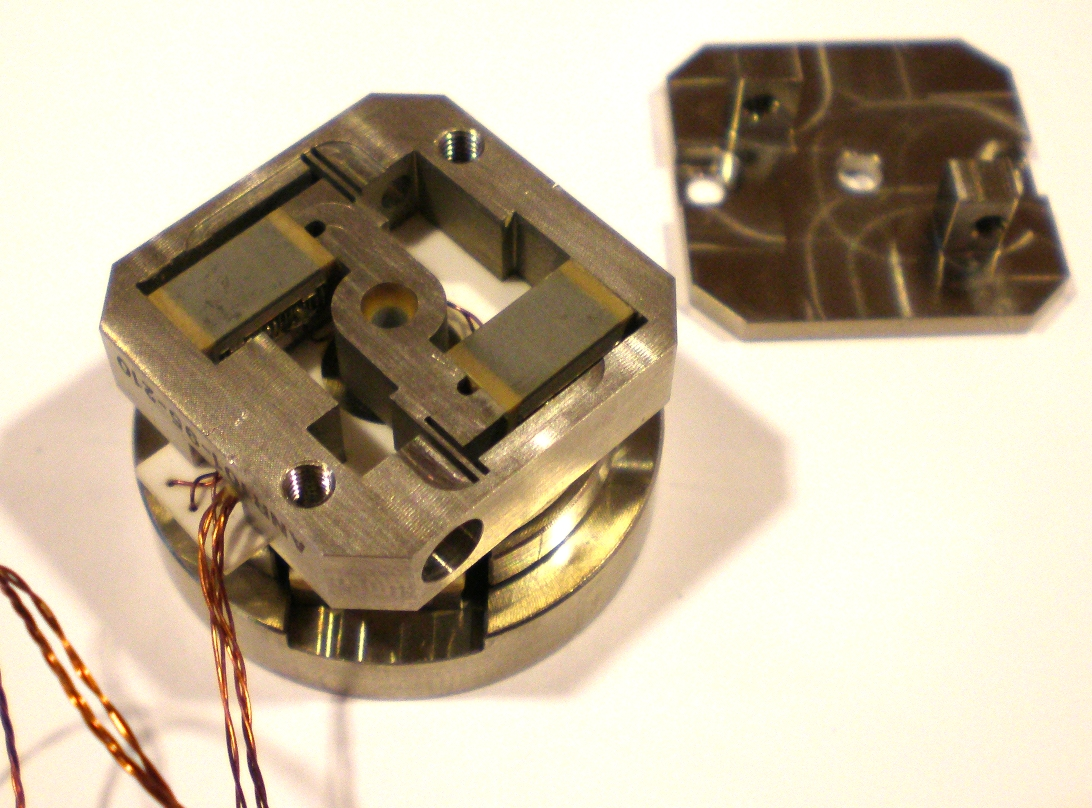
داخل یک موتور پیزوالکتریک لغزشی-ارتعاشی. دو کریستال پیزوالکتریک قابل مشاهده هستند و گشتاور مکانیکی را فراهم می‌کنند.

موتور پیزوالکتریک (piezoelectric motor) یا موتور پیزو (piezo motor) نوعی موتور الکتریکی است که بر اساس تغییر شکل ماده پیزوالکتریک در هنگام اعمال میدان الکتریکی و در نتیجه اثر پیزوالکتریکِ معکوس، شکل می‌گیرد. یک مدار الکتریکی ارتعاشات صوتی یا اولتراسونیک را در مواد پیزوالکتریک ایجاد می‌کند. اغلب، تیتانات زیرکونات سرب و گاهی لیتیوم نیوبات یا سایر مواد تک‌بلور، که بسته به مکانیسم آنها می‌توانند حرکت خطی یا چرخشی ایجاد کنند مورد استفاده قرار می‌گیرند. نمونه‌هایی از انواع موتورهای پیزوالکتریک عبارتند از: موتورهای اینچ‌ورم (اینچ‌وارم)، موتورهای پله‌ای، موتورهای لغزشی-ارتعاشی، و همچنین موتورهای اولتراسونیک که می‌توانند اغلب به موتورهای موج‌ایستاده و موج‌رونده دسته‌بندی شوند. موتورهای پیزوالکتریک اغلب از یک حرکت پله-مرحله‌ای استفاده می‌کنند که به نوسان کریستال‌ها اجازه می‌دهد تا حرکت خودسرانه وسیعی ایجاد کنند، برخلاف بیشتر محرک‌های پیزوالکتریک دیگر که دامنه حرکت توسط کرنش‌استاتیکی که ممکن است در عنصر پیزوالکتریک ایجاد شود محدود می‌شود.
رشد و شکل‌گیری کریستال‌های پیزوالکتریک یک صنعت توسعه‌یافته‌ است. برای داشتن تغییر پتانسیل‌های کاربردی، پیچش‌هایی در مقیاس کوچک، یکنواخت و ثابت در ماده اعمال می‌شود. این امر توانایی انجام مراحل بسیار ظریف را به موتور پیزوالکتریک می‌دهد. سازندگان ادعا می‌کنند که دقت آن‌ها در مقیاس نانومتر است. نرخ پاسخ‌دهی بالا و پیچش سریع کریستال‌ها باعث می‌شود که مراحل در فرکانس‌های بسیار بالا -بیش از ۵ مگاهرتز- اتفاق بیفتد. این امر حداکثر سرعتِ‌خطی حدودی ۸۰۰ میلی‌متر بر ثانیه یا نزدیک به ۲٫۹ کیلومتر بر ساعت را فراهم می‌کند.
یکی از قابلیت‌های خاص موتورهای پیزوالکتریک، توانایی آنها برای کار در میدان‌های مغناطیسی قوی است. این امر کاربردی بودن آنها را در برنامه‌هایی که نمی‌توانند از موتورهای الکترومغناطیسی سنتی -مانند داخل آنتن‌های تشدید مغناطیسی هسته ای- استفاده کنند، نشان می‌دهد. حداکثر دمای عملیاتی با دمای کوری سرامیک پیزوالکتریک استفاده‌شده محدود می‌شود و می‌تواند از ۲۵۰ درجه سانتیگراد نیز تجاوز کند.
از مزایای اصلی موتورهای پیزوالکتریک می‌توان به دقت موقعیت‌یابی بالا، حفظ پایداری موقعیت به‌هنگام نبود نیرو (نبود ولتاژ و برق)، و توانایی تولید در اندازه‌های بسیار کوچک یا در اشکال غیرمعمول همانند حلقه‌های نازک اشاره کرد. کاربردهای رایج موتورهای پیزوالکتریک شامل سیستم‌های نزدیک‌نمایی در لنزهای دوربین و همچنین کنترل دقیق حرکت در کاربردهای تخصصی مانند میکروسکوپ می‌باشد.

## انواع موتورهای رزونانس

### موتور اولتراسونیک
صفحه اصلی: موتور اولتراسونیک
موتورهای اولتراسونیک از جهات مختلفی با سایر موتورهای پیزوالکتریک متفاوت هستند، اگرچه هر دو نوع این موتورها از یک نوع ماده پیزوالکتریک استفاده می‌کنند. واضح‌ترین تفاوت استفاده از پدیده تشدید برای تقویت ارتعاش استاتور در تماس با روتور در موتورهای اولتراسونیک است.
دو راه متفاوت برای کنترل اصطکاک در امتداد رابط تماس استاتور-روتور شامل ارتعاش موج‌ایستاده و موج‌رونده می‌باشد. برای مثال، برخی از اولین نسخه‌های موتورهای عملی در دهه ۱۹۷۰، توسط ساشیدا، از ارتعاش موج‌ایستاده در ترکیب با پره‌هایی که در زاویه‌ای نسبت به سطح تماس قرار می‌گرفتند، برای تشکیل یک موتور استفاده می‌کردند. البته این موتورها در یک جهت می‌چرخیدند. طرح‌های بعدی ساشیدا و محققان در Matsushita ,ALPS، و Canon از ارتعاش موج‌رونده برای به دست آوردن حرکت دوجهته استفاده کردند و دریافتند که این ترتیب کارایی بهتر و سایشِ رابط‌تماس کمتری را ارائه می‌دهد. یک موتور اولتراسونیک «مبدل هیبریدی» با گشتاور فوق‌العاده بالا از عناصر پیزوالکتریک قطبی و محوری برای ترکیب ارتعاش محوری و پیچشی در امتداد رابط‌تماس استفاده می‌کند، که نشان‌دهنده یک تکنیک در رانندگی است که جایی بین روش‌های رانندگی ایستاده و موج‌رونده قرار دارد.

## انواع موتورهای غیر-رزونانسی

### موتور اینچ‌ورم
صفحه اصلی: Inchworm Motor

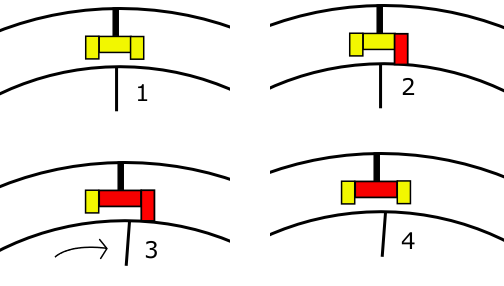
شکل ۱: مراحل پله‌ای موتورِ به‌طور معمول آزاد

موتور اینچ‌ورم از سرامیک‌های پیزوالکتریک برای هل‌دادن استاتور با استفاده از یک حرکت که مانند راه‌رفتن است استفاده می‌کند. این موتورها از سه گروه کریستال متفاوت استفاده می‌کنند -دو قفل‌کننده و یک محرک- که تمام مدت به محفظه یا استاتورِ موتور (نه هر دو آنها) متصل می‌شود. گروه محرک که بین دو گروه دیگر قرار گرفته‌است، علت حرکت می‌باشد.
رفتار بدون نیروی این موتور شامل یکی از دو گزینه زیر است: حالت به‌طورِمعول قفل یا به‌طورِمعمول آزاد. نوع به‌طورِمعمول آزاد اجازهٔ حرکت آزاد را در صورت عدم وجود نیرو می‌دهد اما همچنان می‌تواند با اعمال نیرو قفل کند.
موتورهای اینچ‌ورم می‌توانند با تغییر ولتاژ اعمال شده به کریستال محرک زمانی که مجموعه‌ای از کریستال‌های به‌طورِمعول قفل درگیر هستند، به موقعیت در مقیاس نانومتری دست یابند.

#### اقدامات پله‌ای

نمونه‌ای از موتور «اینچ‌ورم»

فرایند فعال‌سازی موتور اینچ‌ورم یک فرایند چرخه‌ای چندمرحله‌ای می‌باشد:
1. ابتدا، یک گروه از کریستال‌های به‌طورِمعول قفل فعال می‌شوند تا یک طرف کریستال را قفل و طرف دیگر این ساندویچ کریستال را آزاد کند.
2. در گام بعد، گروه کریستال‌های محرک فعال و نگه‌داشته می‌شوند. گسترش این گروه به سمت گروهِ به‌طورِمعول قفل -که در مرحله قبل فعال شده بودند- می‌باشد. این تنها مرحله‌ای است که موتور حرکت می‌کند.
3. سپس گروه به‌طورِمعول قفل در مرحله یک آزاد می‌شود (در موتورهای به‌طورِمعول قفل، در گروه دیگر این پدیده رخ می‌دهد)
4. سپس گروه محرک آزاد می‌شود و گروه به‌طورِمعول قفل «دنباله» را پس می‌گیرد.
5. در نهایت، هر دو گروه قفل به حالت پیش‌فرض خود بازمی‌گردند.

### موتور پله‌ای یا واک-درایو (راه-رونده)

تیرسرآزاد Bimorph مورد استفاده در موتورهای پله‌ای یا واک-درایو

این موتورها نباید با موتورهای پله‌ای الکترومغناطیسی که نام مشابهی دارند اشتباه گرفته شوند، این موتورها مشابه موتور اینچ‌ورم هستند، اگرچه، عناصر پیزوالکتریک می‌توانند محرک‌های دوشکلی باشند که به جای استفاده از یک عنصر منبسط و انقباض جداگانه، برای تغذیه لغزنده خم می‌شوند.

### موتور لغزشی-ارتعاشی

یک محرک لغزشی-ارتعاشی

مکانیسم موتورهای لغزشی-ارتعاشی بر اساس قانون اینرسی و آمیخته با تفاوت بین اصطکاک استاتیکی و دینامیکی است. عمل پله شامل یک فاز گسترش کند می‌باشد که در آن بر اصطکاک استاتیکی غلبه نمی‌شود، به دنبال آن یک فاز انقباض سریع که در آن اصطکاک استاتیکی غلبه می‌کند و نقطه تماس بین موتور و قسمت متحرک تغییر می‌کند.

### موتورهای درایو-مستقیم
موتور پیزوالکتریک درایو-مستقیم از طریق ارتعاش اولتراسونیکِ مداوم باعث ایجاد حرکت می‌شود. مدار کنترل آن یک موج سینوسی یا مربعی دوکاناله را بر عناصر پیزوالکتریک اعمال می‌کند که با فرکانس تشدید خمشی لوله رزوه‌ای مطابقت دارد (معمولاً فرکانس اولتراسونیک ۴۰ کیلوهرتز تا ۲۰۰ کیلوهرتز است). این حرکتِ دوار باعث حرکت پیچ می‌شود.
نوع دوم این موتور، موتور squiggle، از عناصر پیزوالکتریکی که به صورت متعامد به یک مهره متصل شده‌اند استفاده می‌کند. این ارتعاشات اولتراسونیک پیچ مرکزی را می‌چرخاند.

### تک-عمل

شکل ۲: موتور پله‌ای ضامن‌دار پیزو

موتورهای پله‌ای تک-عمل بسیار ساده را می‌توان با کریستال‌های پیزوالکتریک ساخت. به عنوان مثال، با یک دوکِ چرخندهٔ سفت و سخت که با یک لایه نازک از یک ماده نرم‌تر (مانند لاستیک پلی اورتان) پوشیده شده‌است، می‌توان یک سری مبدل‌های پیزوالکتریک زاویه‌دار ساخت (شکل ۲). هنگامی که مدار کنترل یک گروه از مبدل‌ها را فعال می‌کند، روتور را یک مرحله فشار می‌دهند. این طرح نمی‌تواند مراحل را به اندازه طرح‌های پیچیده‌تر، کوچک یا دقیق تر انجام دهد. با این حال می‌تواند به سرعت‌های بالاتری برسد و ساخت آن ارزان‌تر می‌باشد.

## ثبت اختراع‌ها
اولین ثبت اختراع ایالات‌متحده برای افشای یک موتور ارتعاشی ممکن است «روش و دستگاه برای تحویل انرژی ارتعاشی» باشد (پست US Pat. شماره 3,184,842, Maropis, ۱۹۶۵). حق ثبت اختراع Maropis یک «دستگاه ارتعاشی که در آن ارتعاشات طولی در یک عنصر جفت-رزونانس به ارتعاشات پیچشی در یک عنصر ترمینال تشدیدکنندهٔ نوع حلقوی تبدیل می‌شود» توصیف می‌کند. اولین پیزوموتورهای عملی توسط V. Lavrinenko در آزمایشگاه پیزوالکترونیک طراحی و تولید شد که از سال ۱۹۶۴ شروع شد، مؤسسه پلی‌تکنیک کیف (اتحاد جماهیر شوروی). سایر اختراعات مهم در توسعه این فناوری عبارتند از:
- "موتور الکتریکی"، V. Lavrinenko, M. Nekrasov، ثبت اختراع اتحاد جماهیر شوروی شماره ۲۱۷۵۰۹، اولویت ۱۰ مه ۱۹۶۵.
- "ساختارهای موتور پیزوالکتریک" (پست US Pat. شماره 4,019,073, Vishnevsky, et al. , ۱۹۷۷)
- "موتور ارتعاشی پیچشی پیزوالکتریکی رانده" (پست US Pat. شماره ۴٬۲۱۰٬۸۳۷، واسیلیف، و همکاران، ۱۹۸۰)